# Jaded
Jaded är en låt av Aerosmith skriven av Steven Tyler och Marti Fredriksen. Låten släpptes som första singel från albumet Just Push Play (utgivet 2001) och nådde plats nummer 7 på Billboard Hot 100. Låten blev populär bland den äldre publiken. På singelns framsida sitter en naken tjej med ett äpple i handen.